# Волнат Гроув (округ Самнер, Тенеси)
Волнат Гроув (енгл. Walnut Grove, Sumner County) насељено је место без административног статуса у америчкој савезној држави Тенеси.

## Демографија
По попису из 2010. године број становника је 864, што је 187 (27,6%) становника више него 2000. године.
| Група             | 2000.       | 2010.       |
| Белци             | 647 (95,6%) | 827 (95,7%) |
| Афроамериканци    | 9 (1,3%)    | 11 (1,3%)   |
| Азијати           | 3 (0,4%)    | 1 (0,1%)    |
| Хиспаноамериканци | 4 (0,6%)    | 18 (2,1%)   |
| Укупно            | 677         | 864         |